# همت‌آباد (زیرکوه)
همت آباد روستایی در دهستان پترگان بخش مرکزی شهرستان زیرکوه استان خراسان جنوبی ایران است. بر پایه سرشماری عمومی نفوس و مسکن در سال ۱۳۹۰ جمعیت این روستا ۲۳۶ نفر (در ۶۴ خانوار) بوده است.